# 샤를프랑수아 도비니
샤를프랑수아 도비니(프랑스어: Charles-François Daubigny, 1817년 2월 15일~1878년 2월 19일)는 프랑스의 바르비종파 화가로 인상주의의 주요 선도자로 알려져 있다.
그는 또한 많은 작품을 남긴 판화가였으며 주로 에칭을 사용했고 클리셰 베르 기법을 사용한 주요 예술가 중 한 명이었다.

## 생애
도비니는 파리의 한 화가 가문에 태어났으며 화가였던 아버지 Edmé-François Daubigny와 미니어처 화가였던 그의 삼촌 Pierre Daubigny(1793-1858)로부터 미술을 배웠다. 그는 또한 장빅토르 베르탱(Jean-Victor Bertin), 자크 레이몽 브라스카사(Jacques Raymond Brascassat), 폴 들라로슈의 밑에서 잠시 그림을 배우기도 했다.
1838년 도비니는 아돌프-빅토르 조프루아-드쇼메, 이폴리트 라부아냐, 에르네스트 메소니에, 장 루이 에르네스트 메소니에, 루이 조셉 트리몰레 등과 함께 아망디에-포팽쿠르 거리(Rue des Amandiers-Popincourt)에 예술가 커뮤니티 팔랑스테르를 설립하여 이들과 일상생활과 자연에 대한 관심을 공유했다. 이들 예술가는 삽화가 들어간 책을 전문으로 다루는 출판사 레온 커머(Léon Curmer)를 비롯해 여러 사람과 함께 작업했으며 이 시기에 도비니가 최초로 확정한 판화가 제작되었다.
처음에 도비니는 당시 전통적인 스타일이었던 실내에서 그림을 주로 그렸지만, 1843년 바르비종파에 정착하여 자연 속에서 야외 사생을 하면서 스타일이 바뀌게 되었다. 더욱 중요한 것은 1852년 이제르의 옵테보라는 도시에서 카미유 코로를 만난 것이다. 그는 자신만의 스튜디오로 개조한 작업용 보트인 보탱(Botin)을 타고 센강과 우아즈강을 따라 그림을 그렸는데, 종종 오베르쉬르우아즈 주변 지역을 방문하기도 했다. 도비니는 1852년부터 귀스타브 쿠르베의 영향을 받았으며 같은 세대였던 이들은 사실주의 운동에 영향을 받아 함께 작업하는 동안 옵테보의 풍경을 담은 작품들을 그렸다.

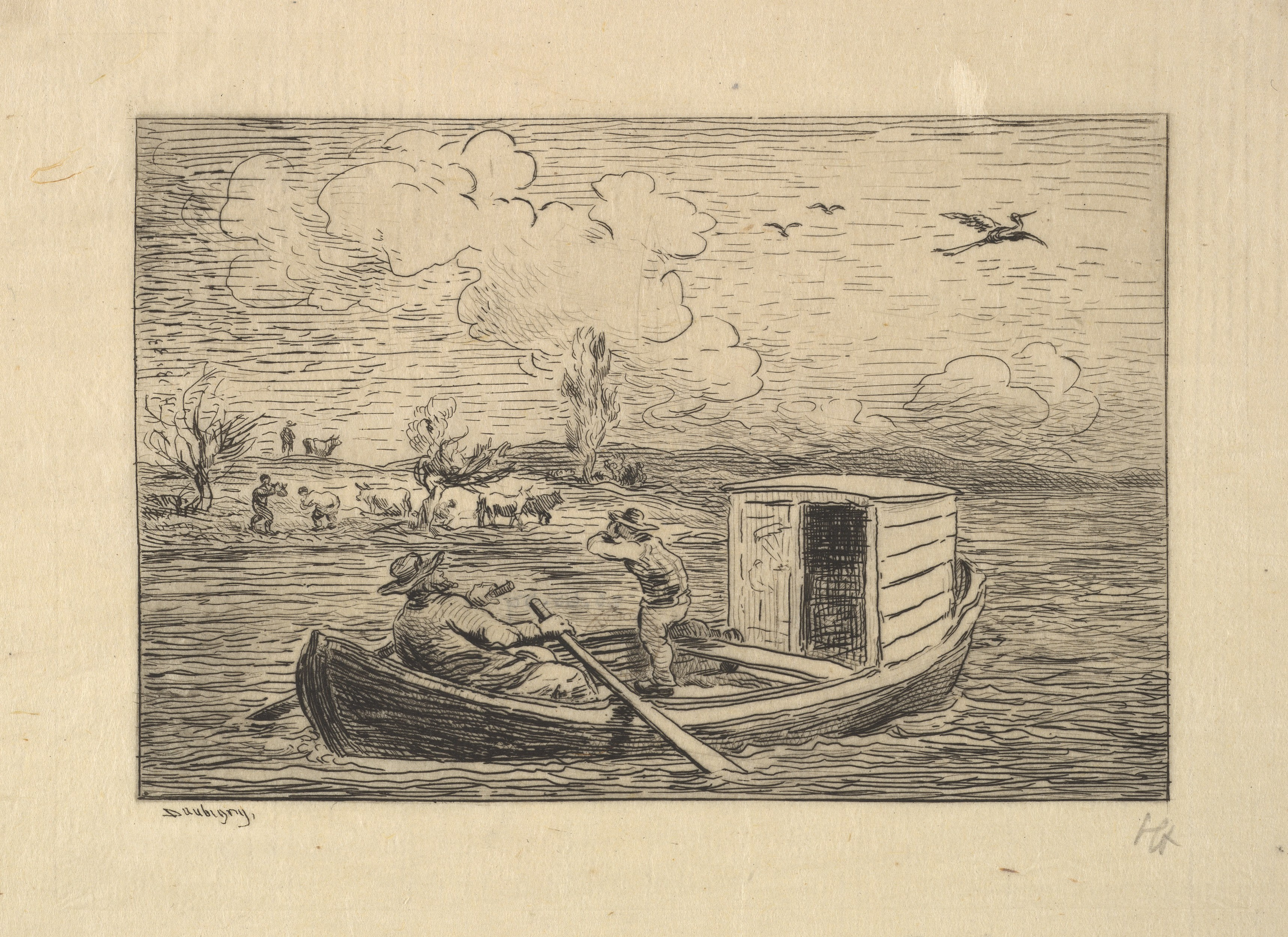
작업용 보트 보탱(Botin)에 탄 자신의 모습을 그린 도비니, 판화, 1861년, 메트로폴리탄 미술관

1848년 도비니는 루브르 박물관의 칼코그래피에서 모사품을 제작했는데, 이 그가 이 예술에 얼마나 뛰어난 전문성을 가지고 있었는지를 입증하며 덜 번거로운 과정으로 애쿼틴트 기법을 다시 활용했다. 그의 유명한 Rolling Carts 시리즈는 이 시기에 제작되었다. 1862년 그는 카미유 코로와 함께 사진과 판화의 중간적인 기법인 클리셰 베르 기법을 실험했다.
1866년 그는 친구인 코로와 함께 처음으로 파리 살롱 심사위원단에 합류했으며 그 해, 도비니는 영국을 방문했으나, 1870년에 보불전쟁 때문에 다시 돌아왔다. 도비니는 런던에서 클로드 모네를 만나 함께 네덜란드로 떠났으며 오베르로 돌아온 그는 폴 세잔을 만났다. 이들 인상파 화가들은 도비니의 영향을 받았을 것으로 추정된다.
도비니는 1878년 2월 19일 파리에서 사망했다. 그의 유해는 파리 페르 라셰즈 묘지(24 구역)에 안장되었다.
그의 아들 카를 도비니(Karl Daubigny)는 아버지를 따라 그림을 그렸으며 그의 작품은 그의 아버지의 작품으로 오해받기도 한다. 또한 Achille Oudinot, 이폴리트 까미유 델피(Hippolyte Camille Delpy), 알베르 샤르팽(Albert Charpin) 및 피에르 에마뉘엘 다무아(Pierre Emmanuel Damoye) 등의 화가들 역시 샤를 도비니의 제자였다. 1879년 포르투갈에 바르비종파를 소개한 두 화가 실바 포르토(António da Silva Porto)와 조앙 마르케스 드 올리베이라(João Marques de Oliveira)도 그의 제자였다.

## 작품

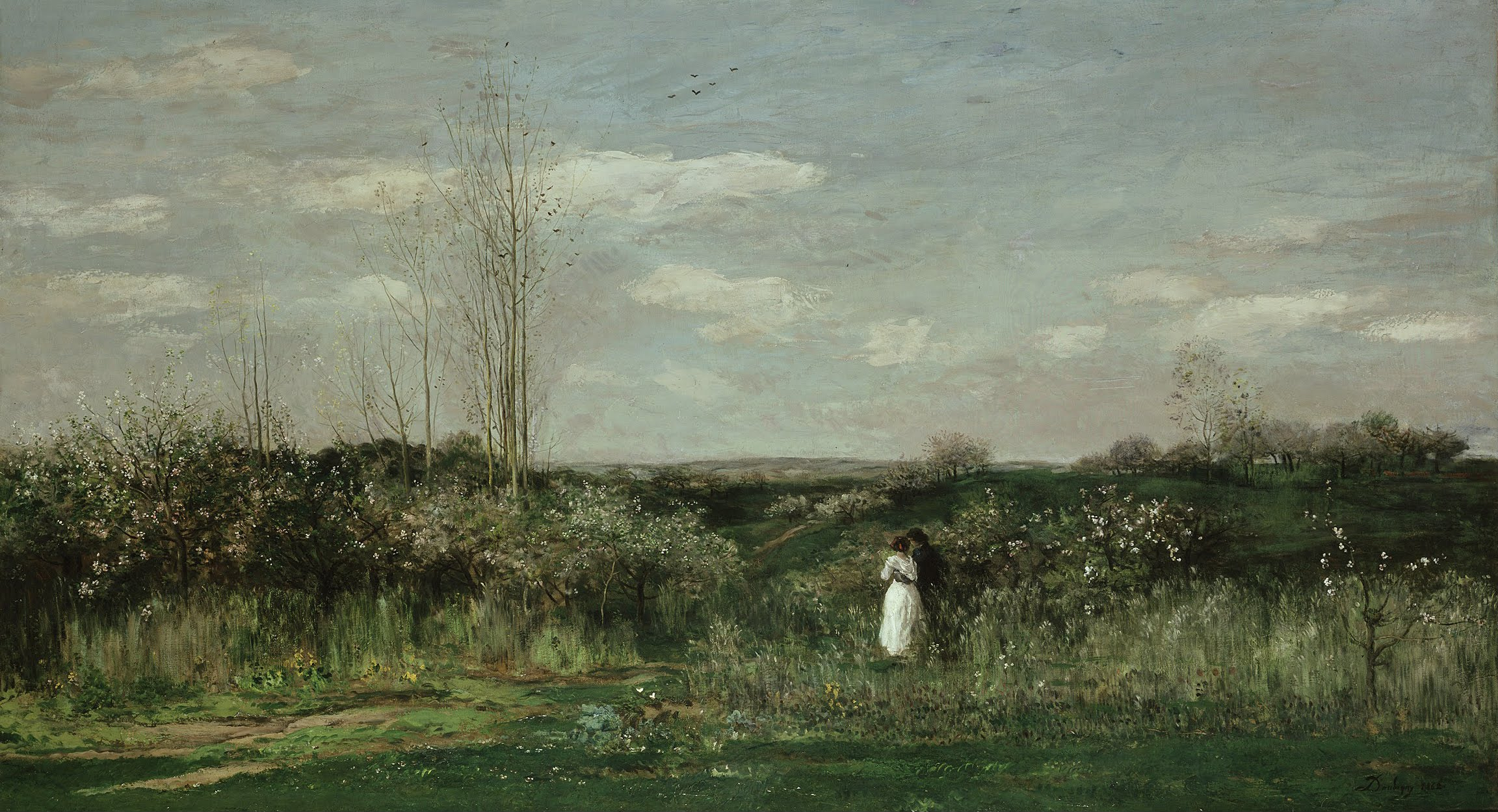
《봄》, 샤를프랑수아 도비니, 1862년, 베를린 구 국립미술관 소장

도비니는 1864년과 1874년 사이에는 주로 숲과 호수를 그렸다. 당시 그는 동시대 사람들만큼 성공과 존경을 받지는 못했지만, 경력이 끝날 무렵에는 엄청난 인기를 얻고 인정받는 예술가가 되었다. 그의 그림은 가끔 반복적인 경향을 띠기도 하고 종종 역광에 의해 강조된 풍경의 수평성을 활용하는데, 이는 그의 가장 큰 영향을 받은 학생이었던 이폴리트 까미유 델피에 의해 두드러지게 되었다.
그의 대표적인 작품으로는 루브르 박물관에 소장된 《봄철》(1857), Borde de la Cure(1864), Villerville sur Mer(1864), 《달빛》(1865), Auvers-sur-Oise(1868), 《양 떼의 귀환》(1878) 등이 있다. 그는 1857년 프랑스 정부에 의해 레지옹 도뇌르 훈장 수훈자로 임명되었다.

## 대중 문화에서
도비니의 일대기는 2016년 벨기에의 만화가 브루노 드 루버와 예술가 루크 크롬헤케에 의해 De Tuin van Daubigny(도비니의 정원)이라는 제목의 그래픽 노블로 각색되기도 했다.

## 갤러리

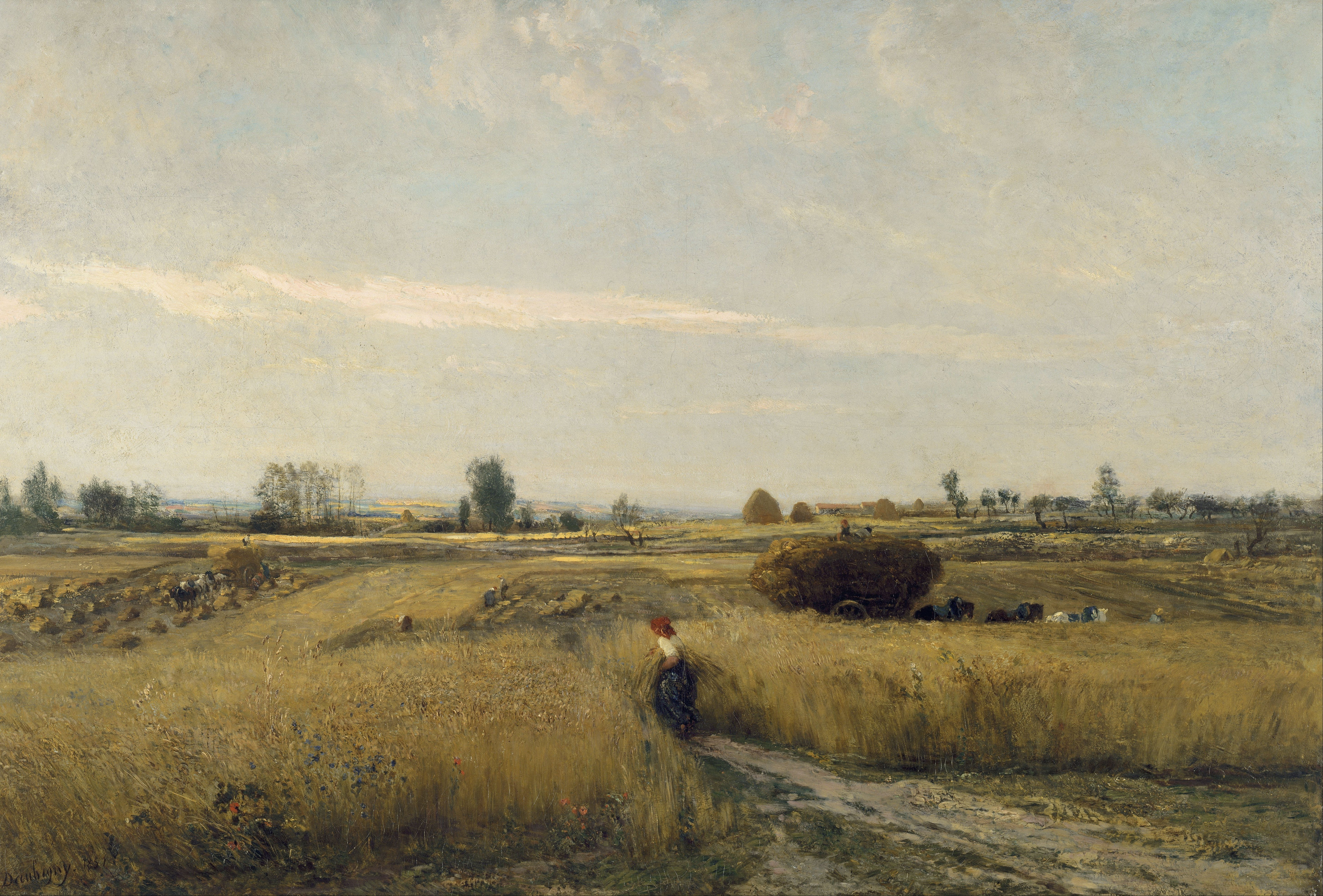
《수확》, 1852년, 오르세 미술관
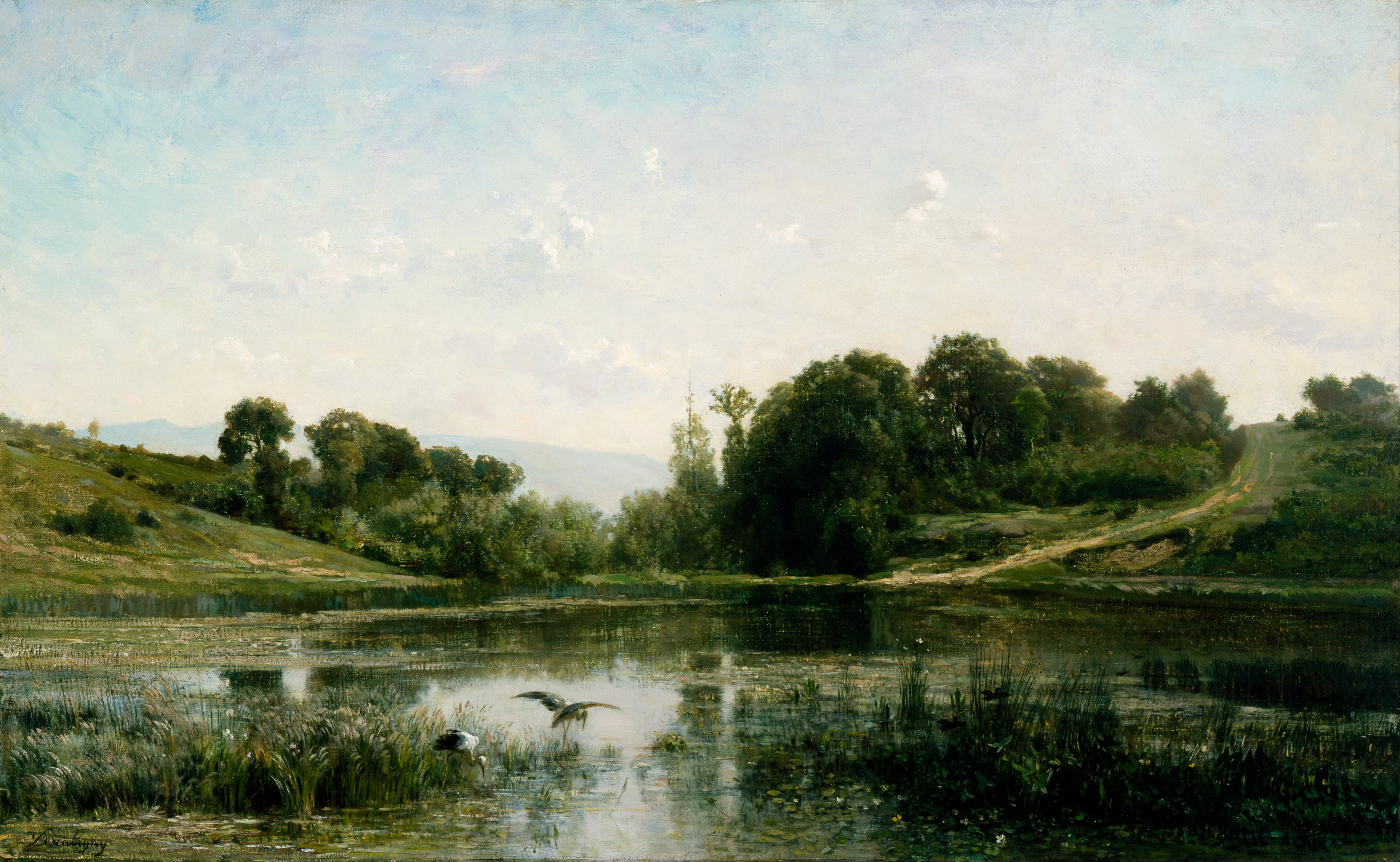
The Ponds of Gylieu, 1853년, 신시내티 미술관
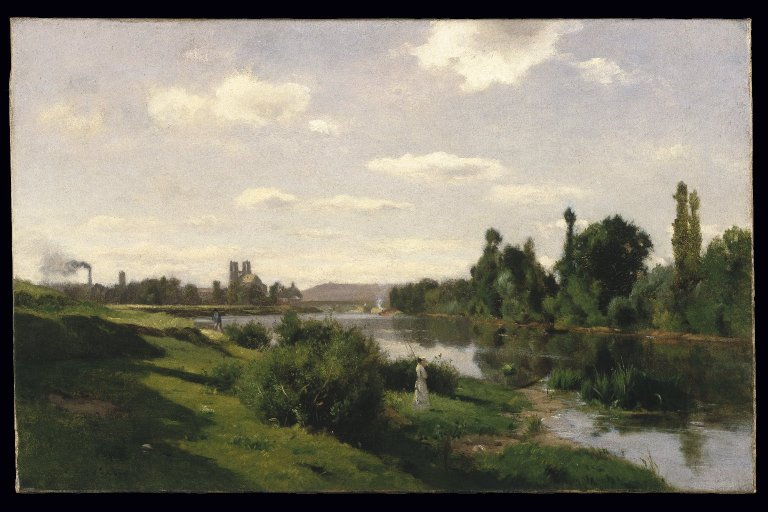
The River Seine at Mantes, 1856년, 브루클린 미술관
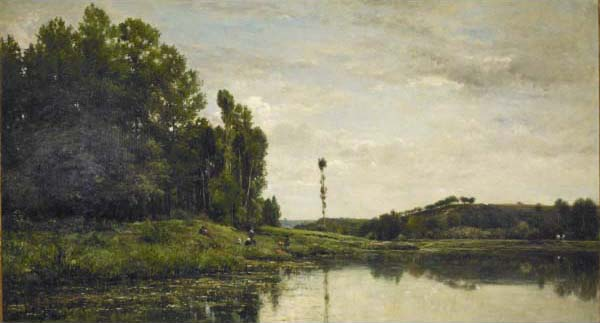
《우아즈강 부두》, 1863년, 세인트루이스 미술관
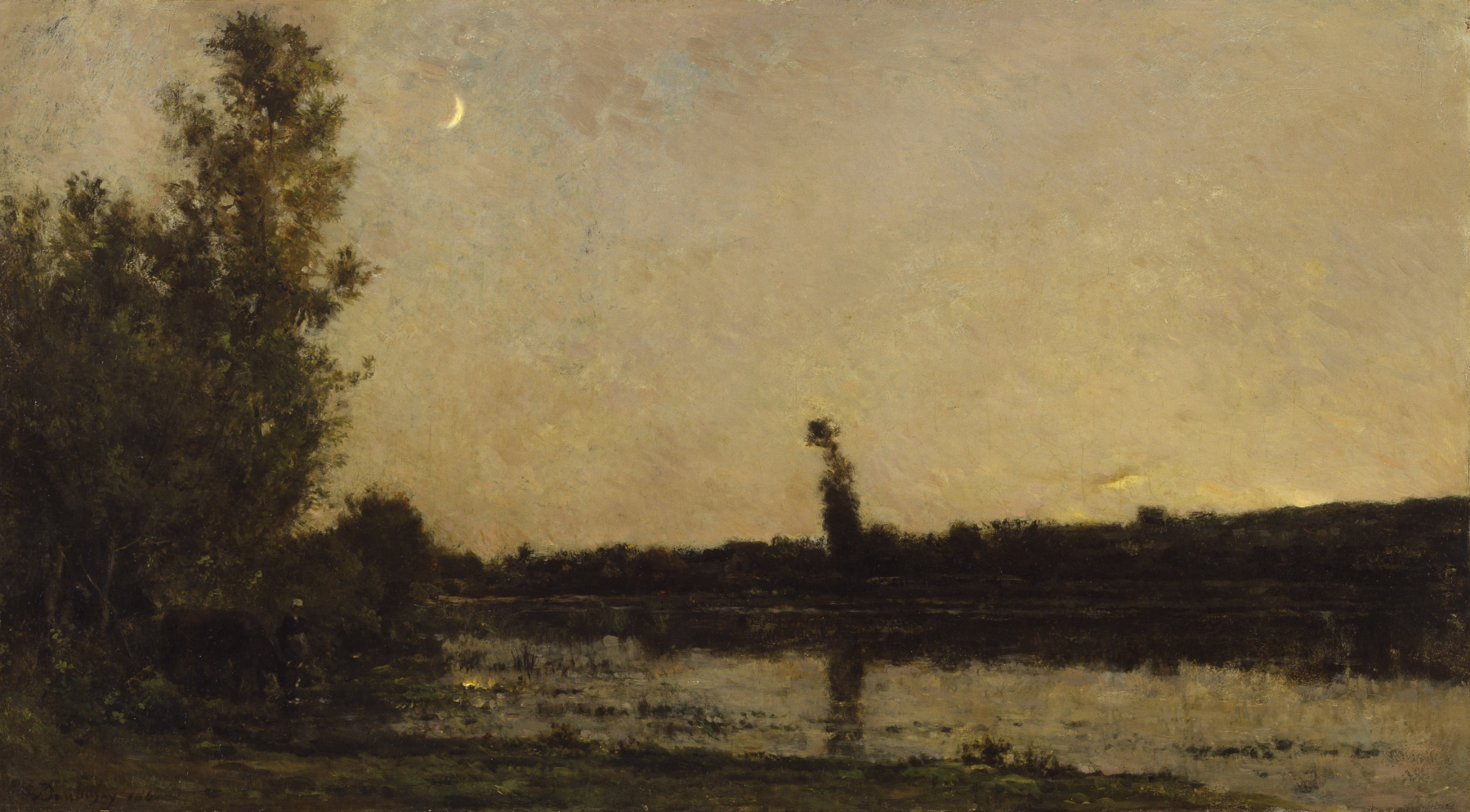
《땅거미》, 1866년, 월터스 미술관
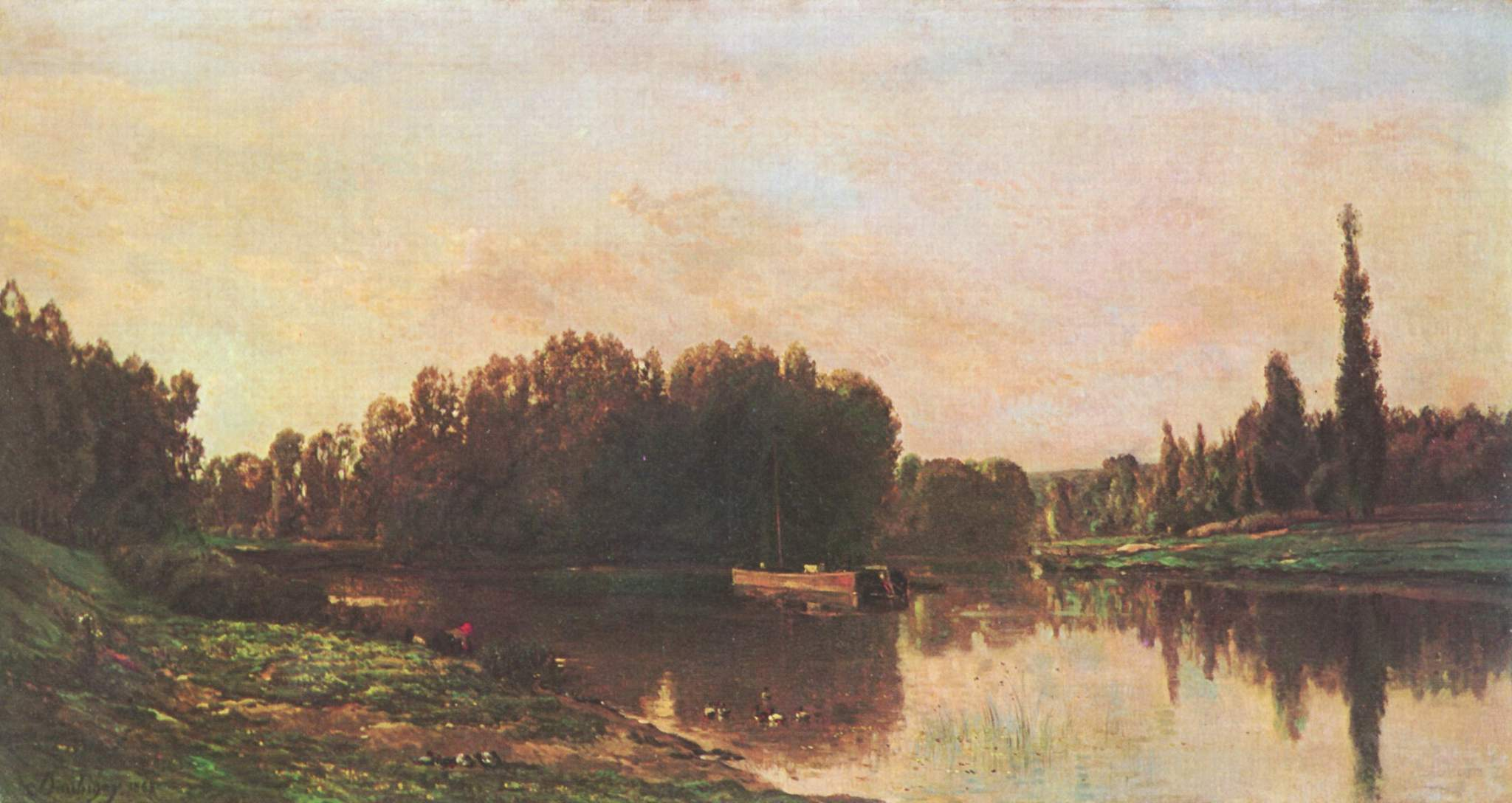
La Confluence de la Seine et de l'Oise, 1868년, 부다페스트 미술관
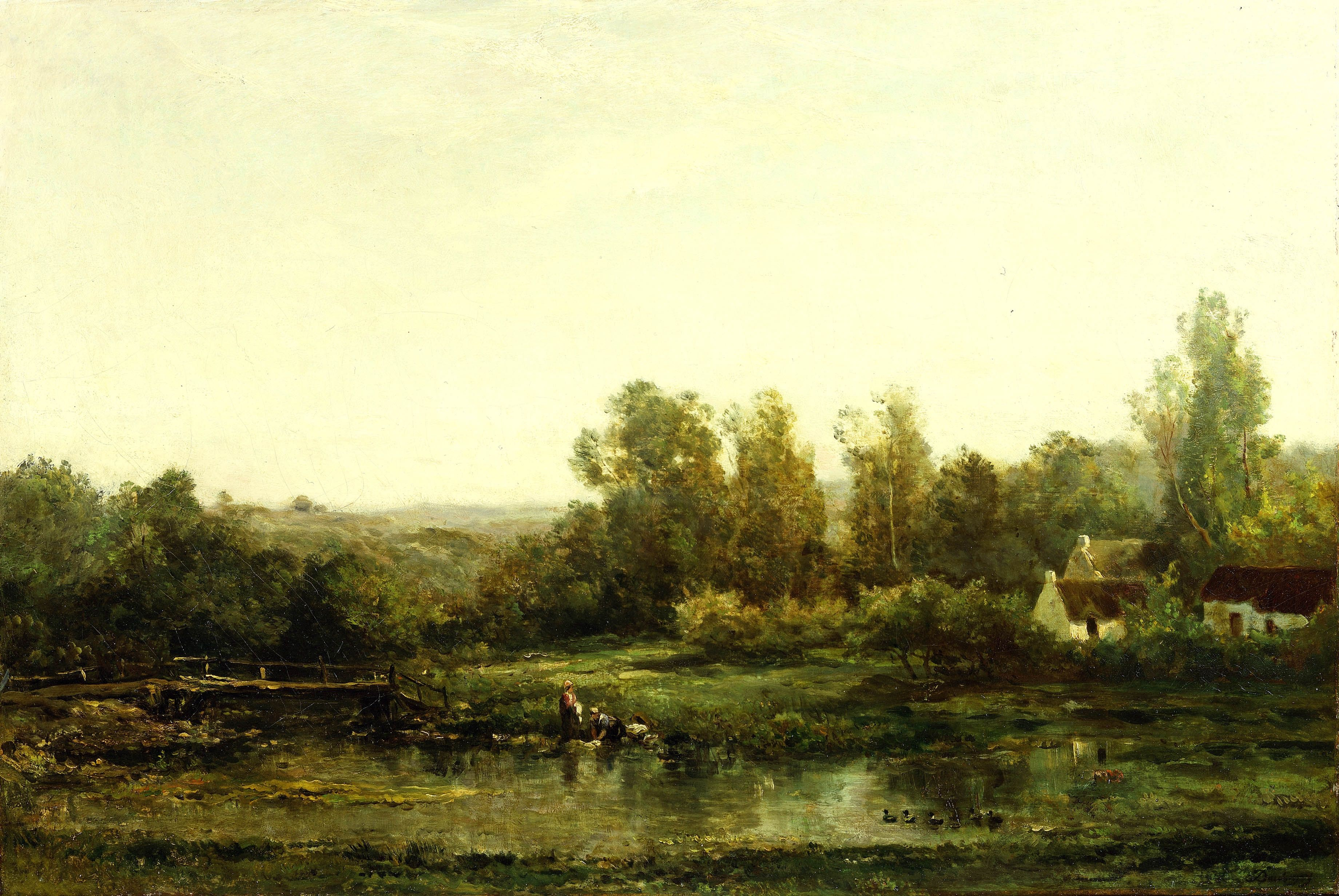
Les Blanchisseuses, 1870~1874년, 프릭 컬렉션
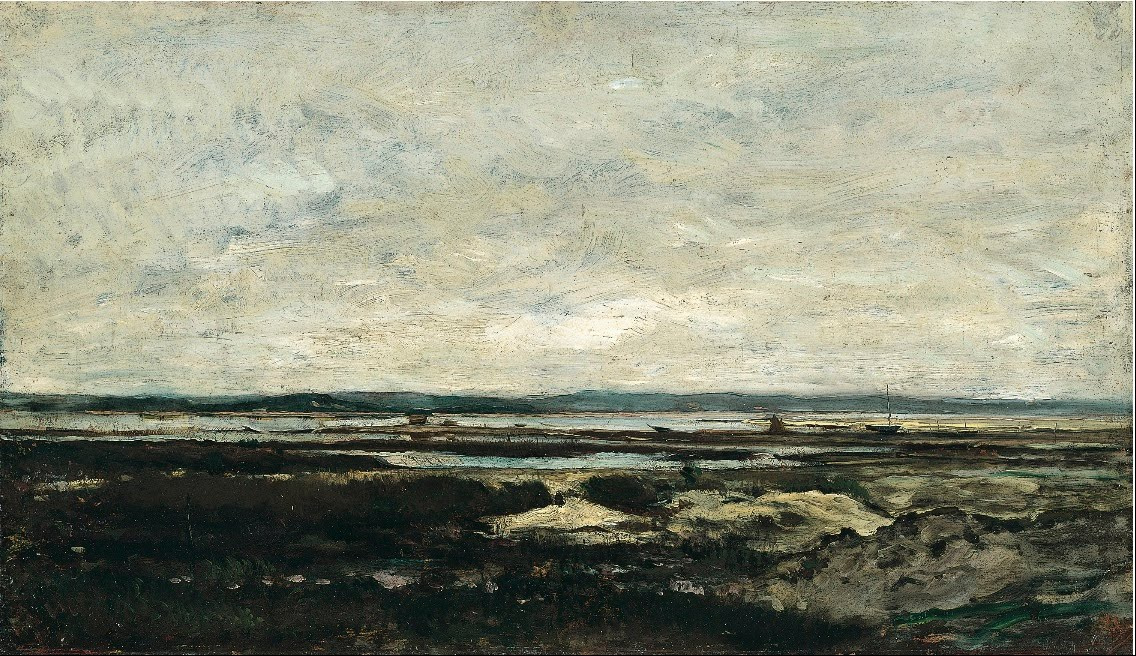
Les Sables-d'Olonne, 아티존 미술관
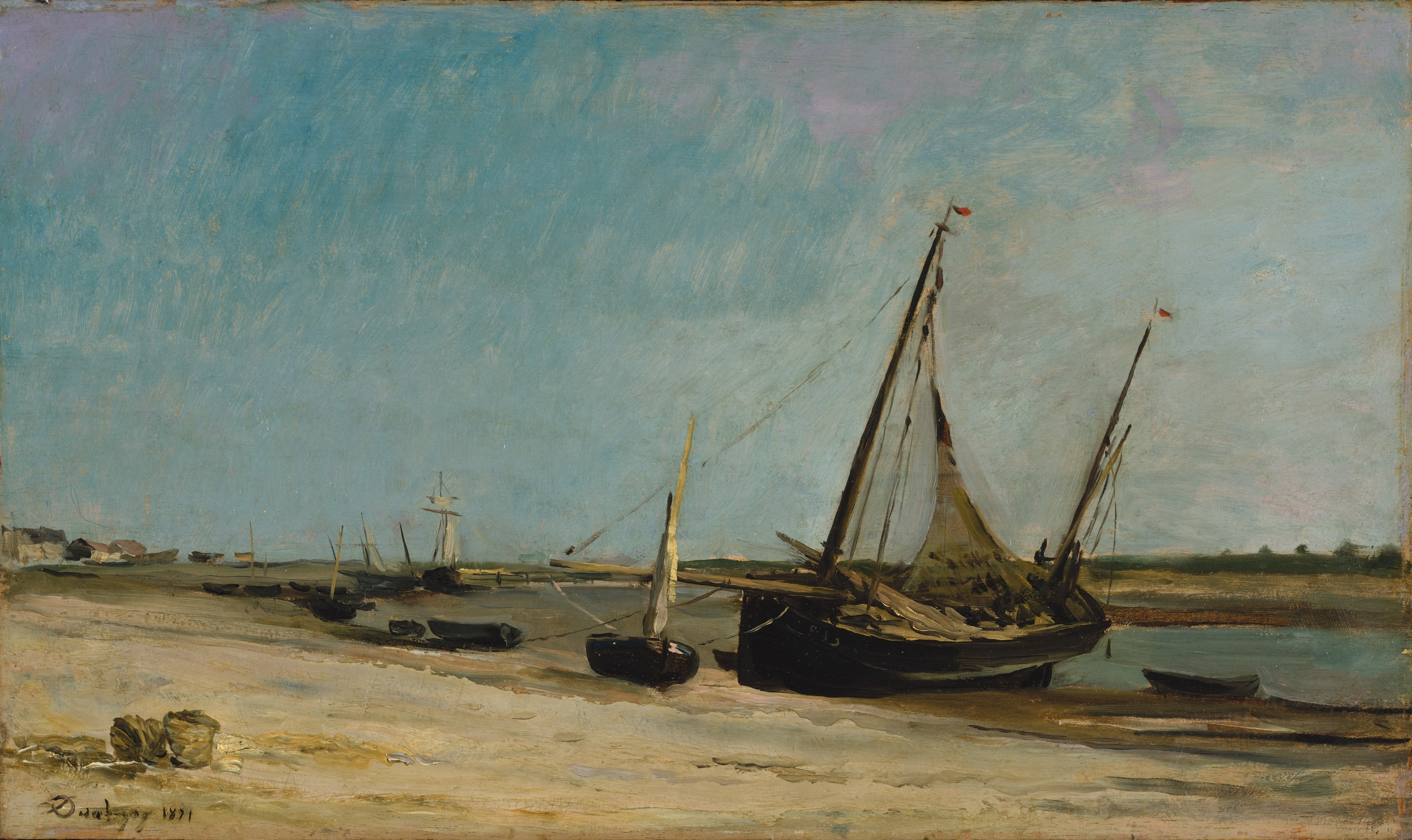
Boats on the Seacoast at Étaples, 1871년, 메트로폴리탄 미술관
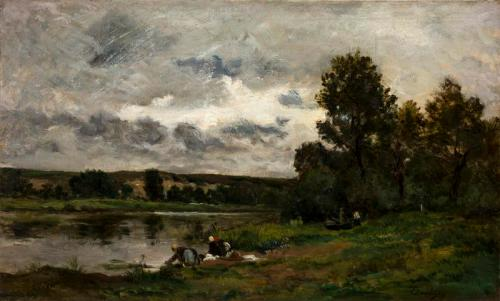
Les Laveuses, 1873년, 애버딘 미술관
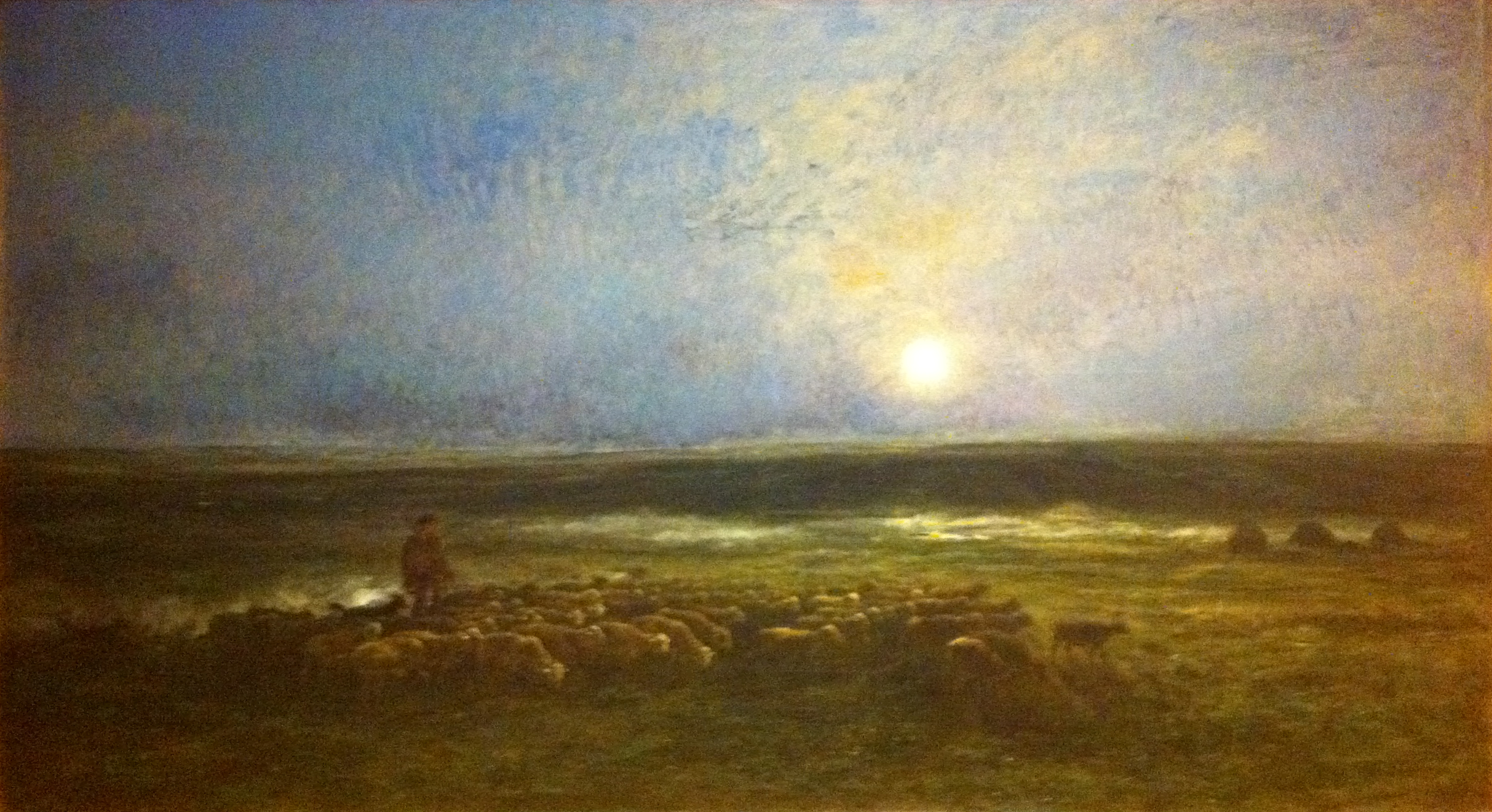
Lever de lune à Auvers, or Le Retour du troupeau, 1878년, 몬트리올 미술관
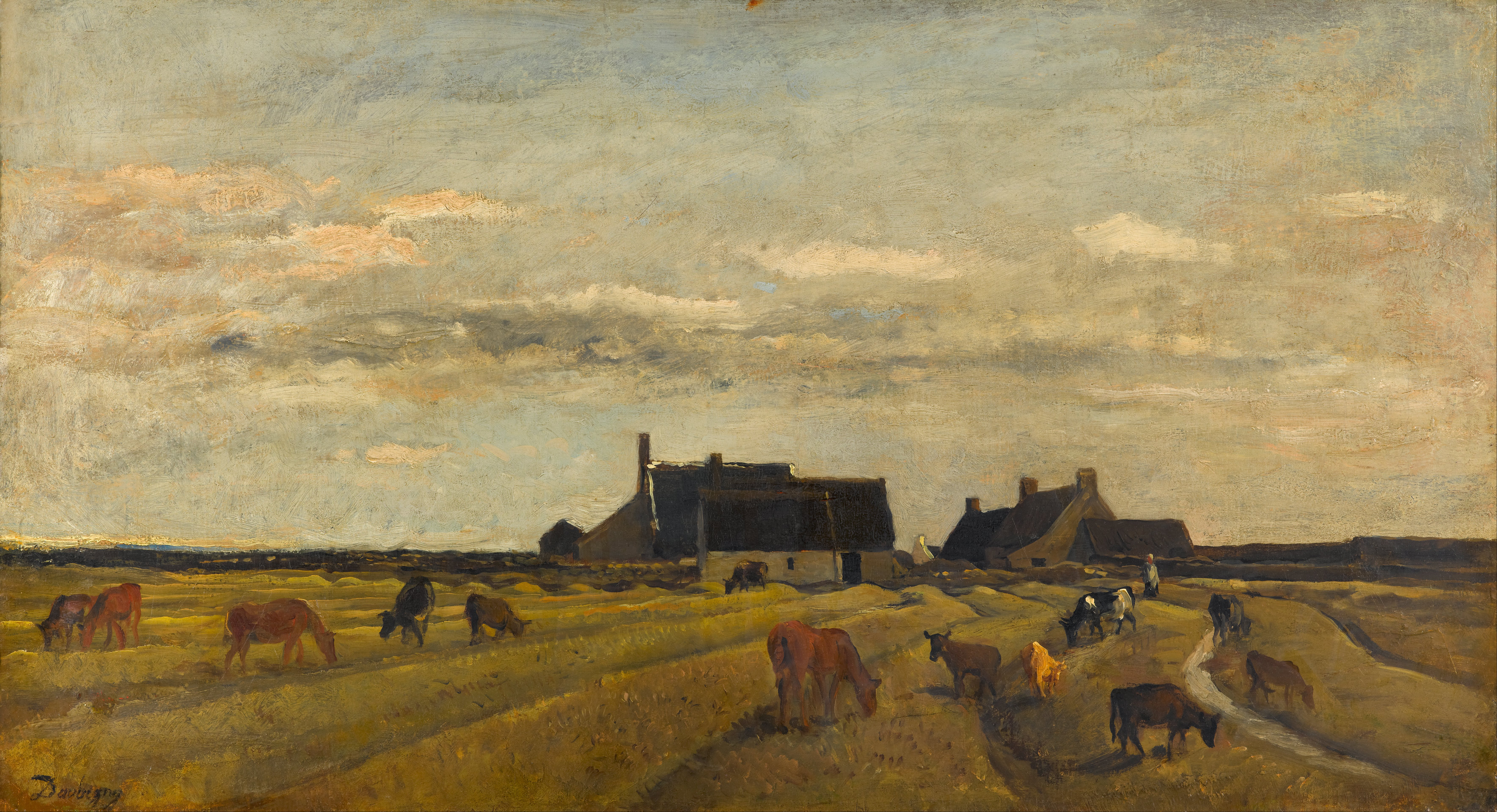
Farm at Kerity, Brittany, 1838년과 1878년 사이, 헤이그 미술관